# Anna Karenina (film 1948)
Anna Karenina è un film del 1948 diretto da Julien Duvivier, tratto dall'omonimo romanzo di Lev Tolstoj.

## Trama
Anna Karenina è la moglie di Alexei Karenin, un politico freddo, più interessato alla sua carriera che a soddisfare i bisogni emotivi di sua moglie. 
Richiamata a Mosca da suo fratello, la contessa Anna incontra la contessa Vronskij sul treno notturno. Entrambe parlano dei loro figli, la contessa Vronskij è madre di un giovane molto bello, il conte Vronskij. Quest'ultimo si presenta alla stazione per accompagnare a casa la madre, e si infatua subito di Anna. La corteggia spudoratamente, ferendo la povera Kitty Scherbatsky, una sua pretendente.
Seguendo Anna a San Pietroburgo, Vronskij fa sapere alla società che egli è il suo amante. La società russa inizia a parlare della vicenda, e persino il marito di Anna ne viene a conoscenza. Più preoccupato per la sua posizione politica che per la relazione di sua moglie, lui la mette davanti a una scelta, o Vronskij o la sua famiglia. Anna alla fine deciderà di rinunciare alla sua famiglia. Rimarrà incinta del suo nuovo compagno, ma il bambino morirà durante il parto e lei stessa rischierà la morte. Alexei permette a Vronskij di poter visitare Anna durante il suo periodo di convalescenza. Imbarazzato dallo scandalo, Vronskij tenta di uccidersi, ma non riesce. Anna cerca di nuovo di vivere con Alexei, ma alla fine lo lascerà e andrà a vivere in Italia con Vronsky. Lascerà anche Vronskij e alla fine rendendosi conto di aver perduto tutto, si suicida andando sulle rotaie e lasciandosi colpire e investire da un treno.